# Fox News Radio
FOX News Radio é uma rede de rádios de notícias pertencente ao canal de televisão Fox News. É conhecida pelas talk news, ou seja, debates de temas do cotidiano e do ramo político.
No final de 2015, a Fox News Radio começou a oferecer Headlines da Fox News 24/7 exclusivamente para os assinantes da SiriusXM no Canal 115. É uma estação de notícias ao vivo com uma equipe editorial dedicada, fornecendo um panorama das notícias do dia "de Hollywood a Wall Street para Main Street"